# جن ویکفیلد
جن ویکفیلد (انگلیسی: Jenn Wakefield؛ زادهٔ ۱۵ ژوئن ۱۹۸۹) بازیکن هاکی روی یخ اهل کانادا است.